# U-556 (tàu ngầm Đức)
U-556 là một tàu ngầm tấn công  Lớp Type VII thuộc phân lớp Type VIIC được Hải quân Đức Quốc Xã chế tạo trong Chiến tranh Thế giới thứ hai. Nhập biên chế năm 1941, nó đã thực hiện được hai chuyến tuần tra, đánh chìm được sáu tàu buôn với tổng tải trọng 29.552 GRT, đồng thời gây hư hại cho một tàu buôn khác tải trọng 4.986 GRT. U-556 từng có quan hệ thân thiết với Bismarck và đã hỗ trợ cho chiếc thiết giáp hạm lúc Bismarck bị đánh chìm. Trong chuyến tuần tra cuối cùng, U-556 bị các tàu corvette HMS Nasturtium, HMS Celandine và HMS Gladiolus của Hải quân Hoàng gia Anh đánh chìm trong Đại TâyDương về phía Tây Nam Iceland vào ngày 27 tháng 6, 1941.

## Thiết kế và chế tạo

### Thiết kế

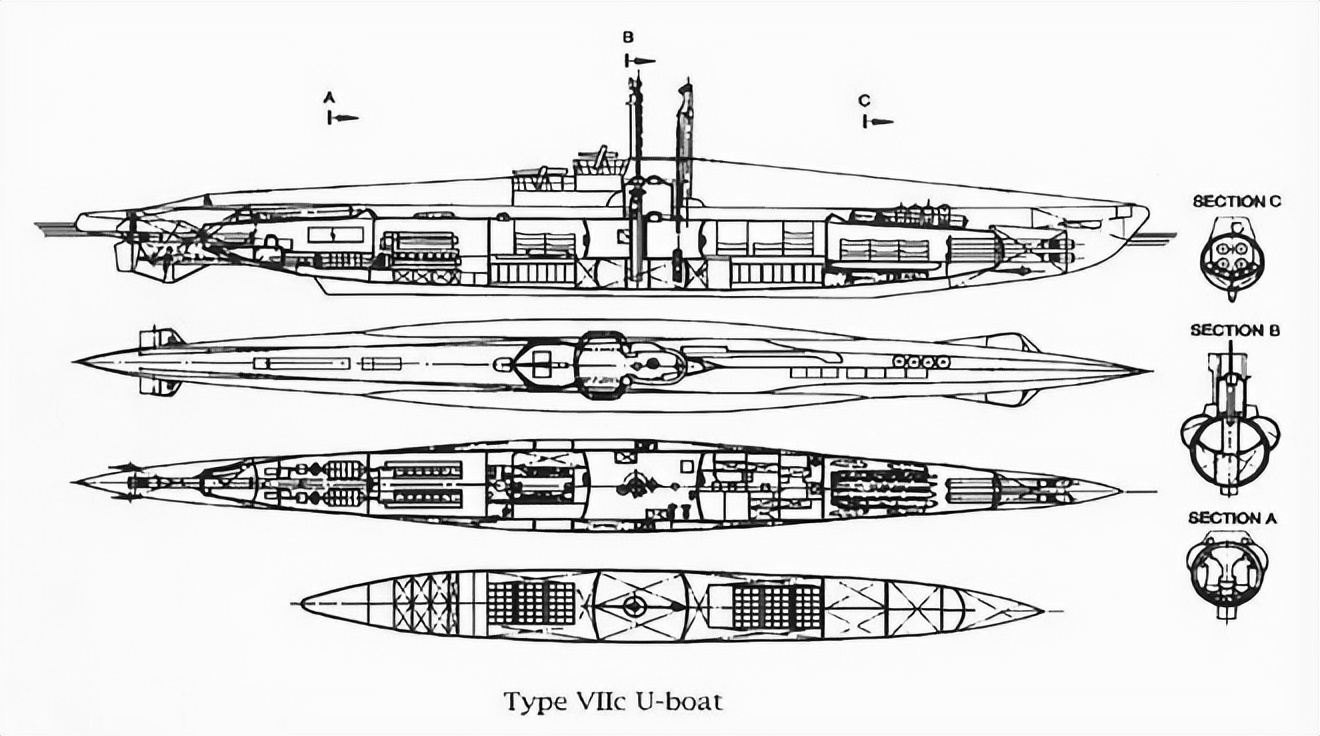
Sơ đồ các mặt cắt một tàu ngầm Type VIIC

Phân lớp VIIC của Tàu ngầm Type VII là một phiên bản VIIB được kéo dài thêm. Chúng có trọng lượng choán nước 769 t (757 tấn Anh) khi nổi và 871 t (857 tấn Anh) khi lặn). Con tàu có chiều dài chung 67,10 m (220 ft 2 in), lớp vỏ trong chịu áp lực dài 50,50 m (165 ft 8 in), mạn tàu rộng 6,20 m (20 ft 4 in), chiều cao 9,60 m (31 ft 6 in) và mớn nước 4,74 m (15 ft 7 in).
Chúng trang bị hai động cơ diesel Germaniawerft F46 siêu tăng áp 6-xy lanh 4 thì, tổng công suất 2.800–3.200 PS (2.100–2.400 kW; 2.800–3.200 bhp), dẫn động hai trục chân vịt đường kính 1,23 m (4,0 ft), cho phép đạt tốc độ tối đa 17,7 kn (32,8 km/h), và tầm hoạt động tối đa 8.500 nmi (15.700 km) khi đi tốc độ đường trường 10 kn (19 km/h). Khi đi ngầm dưới nước, chúng sử dụng hai động cơ/máy phát điện Garbe, Lahmeyer & Co. RP 137/c  tổng công suất 750 PS (550 kW; 740 shp). Tốc độ tối đa khi lặn là 7,6 kn (14,1 km/h), và tầm hoạt động 80 nmi (150 km) ở tốc độ 4 kn (7,4 km/h). Con tàu có khả năng lặn sâu đến 230 m (750 ft).
Vũ khí trang bị có năm ống phóng ngư lôi 53,3 cm (21 in), bao gồm bốn ống trước mũi và một ống phía đuôi, và mang theo tổng cộng 14 quả ngư lôi, hoặc tối đa 22 quả thủy lôi TMA, hoặc 33 quả TMB. Tàu ngầm Type VIIC bố trí một hải pháo 8,8 cm SK C/35 cùng một pháo phòng không 2 cm (0,79 in) trên boong tàu. Thủy thủ đoàn bao gồm 4 sĩ quan và 40-56 thủy thủ.

### Chế tạo
U-556 được đặt hàng vào ngày 25 tháng 9, 1939, và được đặt lườn tại xưởng tàu của hãng Blohm & Voss ở Hamburg vào ngày 2 tháng 1, 1940. Nó được hạ thủy vào ngày 7 tháng 12, 1940, và nhập biên chế cùng Hải quân Đức Quốc Xã vào ngày 6 tháng 2, 1941 dưới quyền chỉ huy của Hạm trưởng, Đại úy Hải quân Herbert Wohlfarth.

## Lịch sử hoạt động
Sau khi hoàn tất việc huấn luyện trong thành phần Chi hạm đội U-boat 1, U-556 tiếp tục phục vụ cùng đơn vị này để hoạt động trên tuyến đầu cho đến khi bị mất.

### Chuyến tuần tra thứ nhất
U-556 khởi hành từ cảng Kiel, Đức vào ngày 1 tháng 5, 1941 cho chuyến tuần tra đầu tiên trong chiến tranh. Nó tiến ra Bắc Hải, rồi băng qua khe GI-UK giữa các quần đảo Shetland và Faroe để vòng qua quần đảo Anh và hoạt động tại vùng biển Bắc Đại Tây Dương về phía Đông Nam Greenland. Trên đường đi ở vị trí về phía Tây Tórshavn thuộc quần đảo Faroe, chiếc tàu ngầm đã dùng hải pháo đánh chìm chiếc tàu đánh cá Faroe Emanuel 166 GRT vào ngày 6 tháng 5.
Giữa Đại Tây Dương vào ngày 10 tháng 5, U-556 gia nhập bầy sói West để tấn công Đoàn tàu OB-318 ở vị trí về phía Đông Nam mũi Farewell, Greenland. Chiếc tàu ngầm đã lần lượt đánh trúng và gây hư hại cho chiếc tàu buôn Anh Aelybryn 4.986 GRT lúc 04 giờ 42 phút; đánh chìm tàu buôn Anh Empire Caribou 4.861 GRT lúc 07 giờ 52 phút; và tàu buôn Bỉ Gand 5.086 GRT lúc 20 giờ 37 phút. Đến ngày 20 tháng 5, bầy sói West lại tấn công Đoàn tàu HX-126 ở vị trí về phía Nam mũi Farewell, khi U-556 lần lượt đánh chìm tàu buôn Anh Darlington Court 4.974 GRT lúc 14 giờ 48 phút; tàu buôn Anh Cockaponset 5.995 GRT lúc 14 giờ 50 phút;  và tàu chở dầu Anh British Security 8.470 GRT lúc 15 giờ 16 phút.

#### Sự kiện thiết giáp hạmBismarckbị đánh chìm
Vào ngày 26 tháng 5, lúc đang trên đường quay trở về sau chuyến tuần tra sau khi đã phóng hết số ngư lôi mang theo và đã cạn nhiên liệu, U-556 được lệnh trinh sát tọa độ cuối cùng mà thiết giáp hạm Bismarck báo cáo về căn cứ. U-556 và Bismarck cùng từng được đóng tại xưởng tàu Blohm & Voss, và công việc chế tạo hoàn tất hầu như đồng thời vào cuối năm 1940. Khi U-556 nhập biên chế vào tháng 1, 1941, Đại úy Wohlfarth không đủ khả năng thuê một ban nhạc cho buổi lễ, nên Đại tá Ernst Lindemann, hạm trưởng của  Bismarck đã cho mượn ban nhạc của tàu mình, điều này đã tạo nên mối gắn bó mật thiết giữa hai con tàu.
Lúc khoảng 19 giờ 50 phút, U-556 phát hiện tàu chiến-tuần dương HMS Renown và tàu sân bay HMS Ark Royal đang di chuyển tốc độ cao hiện ra trong sương mù. Tuy nhiên do đã hết ngư lôi, nó chỉ có thể lặn để né tránh mà không thể tấn công. Đại úy Wohlfahrt quan sát thấy hoạt động không lực bên trên sàn đáp của Ark Royal, vốn đang chuẩn bị cho đợt tấn công thứ hai nhắm vào Bismarck và mang ý nghĩa quyết định khi đánh hỏng bánh lái chiếc thiết giáp hạm. Đến 20 giờ 39 phút, Wohlfahrt cho tàu trồi lên mặt nước và báo cáo phát hiện tàu chiến đối phương về căn cứ. Sau đó nó đi hết tốc độ để bám theo phía sau Renown và Ark Royal.
Trong khi trận chiến cuối cùng của thiết giáp hạm Bismarck diễn ra vào những giờ đầu tiên của ngày 27 tháng 5, U-556 bất lực quan sát từ xa ánh chớp lửa đầu nòng của cuộc đấu pháo mà không thể làm gì để can thiệp, ngoại trừ việc dẫn đường cho các tàu U-boat khác còn ngư lôi đi đến hiện trường. Sau khi nhìn thấy tàu ngầm U-74, Wohlfahrt bàn giao lại nhiệm vụ duy trì liên lạc với Bismarck cho hạm trưởng U-74, Đại úy Eitel-Friedrich Kentrat, trước khi lặn xuống để quay về căn cứ. Đến khoảng 07 giờ 00, U-556 được lệnh quay trở lại để tiếp nhận nhật ký hải trình của Bismarck. Nó đánh điện về cho Đô đốc Karl Dönitz, Tư lệnh Lực lượng Tàu ngầm Hải quân Đức quốc xã, để đề nghị chuyển giao nhiệm vụ này cho U-74. Tuy nhiên U-74 đã không tìm thấy Bismarck, do chiếc thiết giáp hạm đã bị đắm trước khi mệnh lệnh này đến tay Wohlfahrt.
Kết thúc chuyến tuần tra, U-556 đi đến cảng Lorient bên bờ Đại Tây Dương của Pháp đã bị Đức chiếm đóng, đến nơi vào ngày 30 tháng 5. Tại đây đích thân Đô đốc Karl Dönitz đã trao tặng cho Đại úy Herbert Wohlfarth, hạm trưởng U-556, Huân chương Chữ thập sắt Hiệp sĩ.

### Chuyến tuần tra thứ hai – Bị mất
U-556 xuất phát từ cảng Lorient vào ngày 19 tháng 6 cho chuyến tuần tra thứ hai, để hoạt động trong Bắc Đại Tây Dương về phía Tây Nam Iceland. Tại đây vào ngày 27 tháng 6, nó bị các tàu corvette HMS Nasturtium, HMS Celandine và HMS Gladiolus của Hải quân Hoàng gia Anh thả mìn sâu đánh chìm tại tọa độ 60°24′B 20°00′T / 60,4°B 20°T. Năm thành viên thủy thủ đoàn của U-556 đã tử trận, và có 41 người sống sót được cứu vớt và bị bắt làm tù binh chiến tranh.

### "Bầy sói" tham gia
U-556 từng tham gia một bầy sói:
- West (10 – 20 tháng 5, 1941)

### Tóm tắt chiến công
U-556 đã đánh chìm được sáu tàu buôn với tổng tải trọng 29.552 GRT, đồng thời gây hư hại cho một tàu buôn khác tải trọng 4.986 GRT:
| Ngày             | Tên tàu          | Quốc tịch      | Tải trọng | Số phận      |
| ---------------- | ---------------- | -------------- | --------- | ------------ |
| 6 tháng 5, 1941  | Emanuel          | Faroe Islands  | 166       | Bị đánh chìm |
| 10 tháng 5, 1941 | Aelbryn          | United Kingdom | 4.986     | Bị hư hại    |
| 10 tháng 5, 1941 | Empire Caribou   | United Kingdom | 4.861     | Bị đánh chìm |
| 10 tháng 5, 1941 | Gand             | Belgium        | 5.086     | Bị đánh chìm |
| 20 tháng 5, 1941 | British Security | United Kingdom | 8.470     | Bị đánh chìm |
| 20 tháng 5, 1941 | Cockaponset      | United Kingdom | 5.995     | Bị đánh chìm |
| 20 tháng 5, 1941 | Darlington Court | United Kingdom | 4.974     | Bị đánh chìm |